# ناحیه گلودنی
ناحیه گلودنی (به لاتین: Glodeni District) یک منطقهٔ مسکونی است که در مولداوی واقع شده‌است. ناحیه گلودنی ۷۵۴ کیلومتر مربع مساحت و ۵۱٬۳۰۶ نفر جمعیت دارد و ۲۵۰ متر بالاتر از سطح دریا واقع شده‌است.